# باستان‌شناسی محیطی
باستان‌شناسی محیطی (Environmental archaeology) شاخه‌ای از باستان‌شناسی است که برای بازیابی و بازسازی شرایط محیطی محوطه‌های باستانی و درک اثر متقابل محیط زیست و فرهنگ بر یکدیگر به مطالعهٔ بقایای گیاهی و جانوری در بافت باستان‌شناختی می‌پردازد.
مطالعهٔ گذشتهٔ اقتصادی، سیاسی و رفتار مناسکی انسان از طریق گردآوری و تحلیل بقایای محیطی (برای نمونه استخوان‌های جانوران، خاک‌ها، بقایای گیاهی)، باستان‌شناسی محیطی را تشکیل می‌دهد.
سه حوزهٔ مهم در پژوهش‌های رایج در باستان‌شناسی محیطی عبارتند از: گیاه‌باستان‌شناسی، جانور‌باستان‌شناسی، زمین‌باستان‌شناسی